# Вильский, Вениамин Владимирович
Вениами́н Влади́мирович Вильский (1925—1980) — старшина Рабоче-крестьянской Красной Армии, участник Великой Отечественной войны, Герой Советского Союза (1945).

## Биография
Вениамин Вильский родился 18 марта 1925 года в Улан-Баторе в рабочей семье. В 1939 году он окончил семь классов школы в Красноярске, после чего работал рулевым-мотористом в речном порту города Игарки. В мае 1943 года он был призван на службу в Рабоче-крестьянскую Красную Армию и направлен на фронт Великой Отечественной войны. К январю 1945 года гвардии ефрейтор Вениамин Вильский был автоматчиком разведывательной роты 17-й гвардейской механизированной бригады 6-го гвардейского механизированного корпуса 4-й танковой армии 1-го Украинского фронта. Отличился во время форсирования Одера.
На рассвете 25 января 1945 года в районе городе Кёбен (Köben), ныне Хобеня (пол. Chobienia), Польша, Вильский переправился через Одер в составе разведгруппы из пяти человек. Группе удалось захватить дот с 4 орудиями и 8 пулемётами, уничтожив при этом около 30 вражеских солдат и офицеров. Действия группы позволили обеспечить переправу через Одер остальных стрелковых подразделений. Во время боёв за расширение плацдарма Вильский лично уничтожил пулемёт и около 20 вражеских солдат и офицеров.
Указом Президиума Верховного Совета СССР от 10 апреля 1945 года за «мужество, отвагу и героизм, проявленные в борьбе с немецкими захватчиками» гвардии ефрейтор Вениамин Вильский был удостоен высокого звания Героя Советского Союза с вручением ордена Ленина и медали «Золотая Звезда».
После окончания войны в звании старшины Вильский был демобилизован. Проживал в Красноярске, работал в локомотивном депо. Был делегатом XXIII съезда КПСС. Скончался 19 августа 1980 года, похоронен на Бадалыкском кладбище в Красноярске.
Был также награждён орденами Отечественной войны 2-й степени и Красной Звезды, а также рядом медалей. В честь Вильского названа улица в Красноярске. Есть музей в Игарке.